# Izabela Fernandes
Izabela Fernandes (zm. 10 września 1622 w Nagasaki) – japońska męczennica i błogosławiona Kościoła katolickiego.

## Życiorys
Była żoną Dominika Jorge i matką Ignacego Jorge-Fernandes. Należała do Bractwa Różańcowego. 14 grudnia 1618 została aresztowana wraz z mężem i z synem w domu za ukrywanie jezuity Karola Spinoli. Na początku września 1622 przewieziona na rozkaz gubernatora Gonrocu do Nagasaki i 10 września w tym samym roku została stracona przez ścięcie. Razem z nią stracono jej syna.
Papież Pius IX beatyfikował ją (razem z jej mężem i synem) 7 lipca 1867 w grupie 205 męczenników.